# アルベルト・サントス＝デュモン
アルベルト・サントス・デュモン（フランス発音）（ポルトガル語: Alberto Santos-Dumont 、1873年7月20日 - 1932年7月23日）はブラジル出身の発明家、飛行家。
ヨーロッパの航空のパイオニアであり、主に飛行船の造船で有名。さらに、飛行機の公開実験にも成功しヨーロッパ初の飛行機製作者となっている。ブラジルでは飛行機の父、飛行機王と呼ばれるほど偉大な発明家であり、未完に終わったもののヘリコプターをも開発していたことで知られる。

## 生涯

### 生い立ち

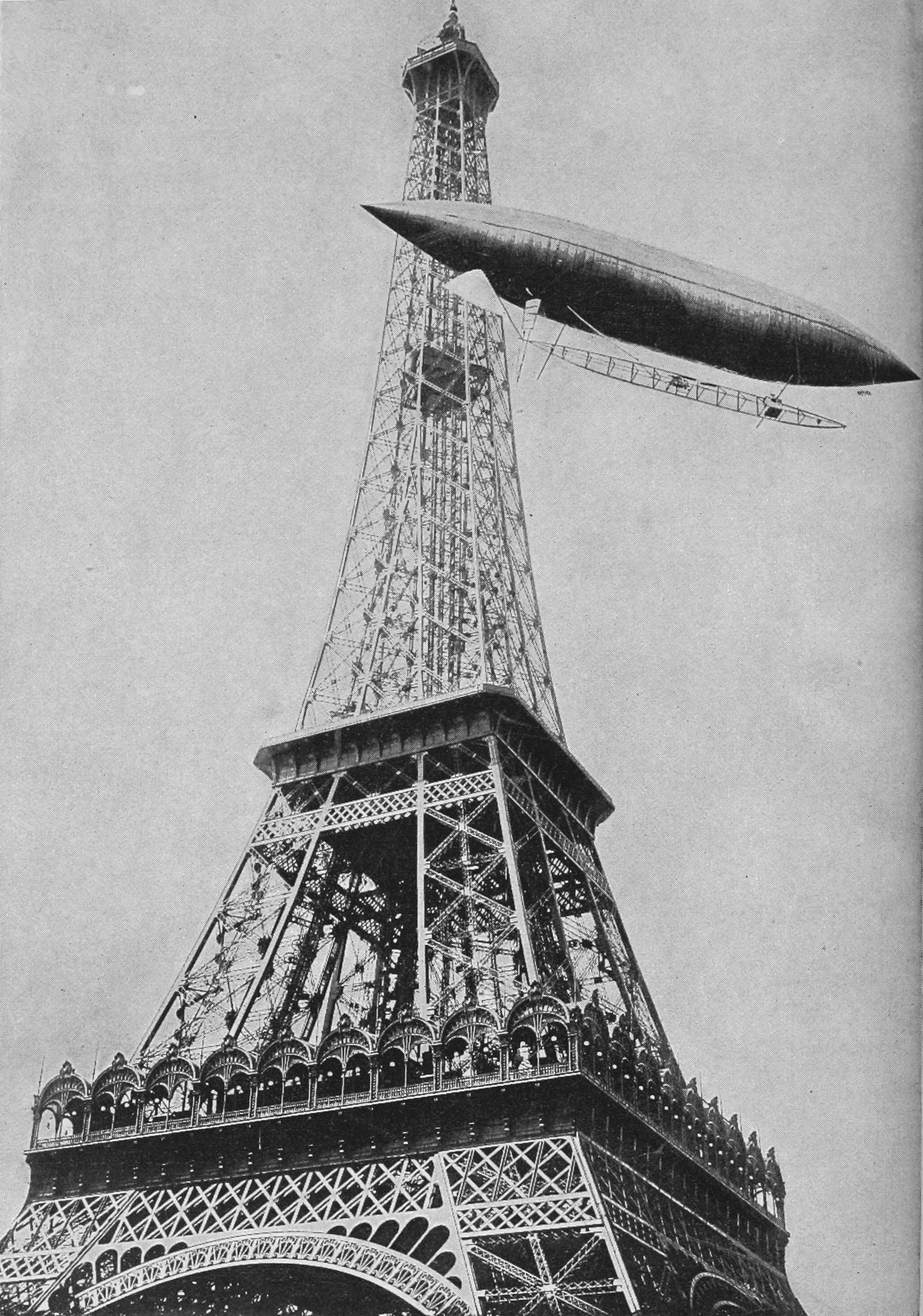
アルベルト・サントス＝デュモン 旋回 の エッフェル塔 飛行船と一緒に No. 5, 13 July 1901

ブラジル、ミナスジェライス州の裕福なコーヒー農園主の末っ子として生まれた。
家業の成功に支えられて恵まれて育ったデュモンであったが、18歳のときに父のアンリが仕事中に落馬し骨盤を骨折、治療の甲斐なく他界した。農園経営が不可能になったため、家族で祖先の国であるフランスに渡った。

### 飛行家として

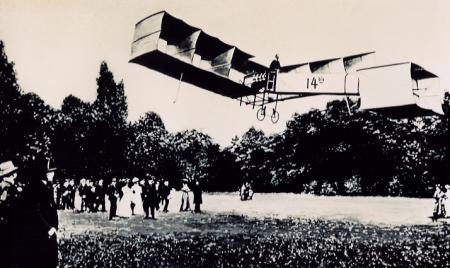
デュモンの飛行機「14ーbis」

成人後にフランスで飛行船や航空機の開発に熱中し、様々な飛行記録をつくった。1901年には半硬式の飛行船6号機で、制限時間内にエッフェル塔の周りをまわる飛行にかけられたドゥーチ賞を獲得。6号機はパリの市民らからは"プティ・サントス"と呼ばれ親しまれた。9号機「バラドゥーズ」でブローニュの森にあるお気に入りのレストランであったラ・グランド・カスカードに降り立ちランチを楽しんだ話が有名である。バラドゥーズとは、散歩をする人、という意味である。一方でロスチャイルド邸の庭園に非常着陸（墜落）したこともある。自宅に緊急着陸し、使用人に淹れさせた珈琲で一息ついて再び飛び立った、という話も残る。
アメリカのライト兄弟に遅れること3年、1906年10月23日にエンテ型の動力機「14－bis」号の公開実験で高さ3m、距離約60mを飛行。11月12日再び公開で高さ6m、距離220mを飛行し、100m以上の飛行にかけられていたアルシュデック賞（アルクデアコン賞）を獲得した。これはヨーロッパにおける最初の飛行機の飛行であり、当時はライト兄弟の飛行が知られていなかったため「人類初の飛行」と大々的に報じられた。なお、デュモンはこの成功において賞金を慈善活動に供したのみだけでなく機体の特許を取らず、むしろ逆に誰にでも飛行原理を理解出来るよう設計図を公開してさえいる。
ドゥモワゼル号を含むこれらの（復元）機体は、フランスのル・ブルジェ航空宇宙博物館に展示されている。

### 引退後
1910年頃から多発性硬化症を発病し、引退してパリ郊外に家を買って隠遁生活をしていた。しかし、第一次世界大戦が勃発し、飛行機や飛行船が兵器として使用された事実に失望し、ヨーロッパを去り生国ブラジルに帰った。ところが、平和の国と信じて帰ったブラジルでもその飛行機が内戦鎮圧に使用された。

### 死去
デュモンは著名人の署名を集め、飛行機を戦争に使用しない提言を行ったが、ヴァルガス大統領や国会はこれを黙殺した。デュモンはこれに絶望し、この後サンパウロ州グアルジャのホテルでネクタイで首を吊って自殺した。ライト兄弟同様、生涯独身だった。当局はデュモンの死因を「心臓発作」と発表した。リオデジャネイロ州により葬儀が行われた後、遺体はリオデジャネイロに埋葬された。

## 名を冠した公共施設・叙勲、その他
現在のブラジルではデュモンの名が大きく残され、その名を冠した空港、博物館等の公共施設や勲章の他、催しも多く存在している。

### サントス・デュモン空港
ブラジルのリオデジャネイロ市内にある国内線発着空港。元国際線空港。

### サントス・デュモン絵画展
ブラジルで開催される権威ある絵画展
金賞：宇江木リカルド

### サントス・ドゥモン勲章
ブラジル空軍によって授与される勲章
受章者：小野田寛郎

### サントス・デュモン功労賞
交通に関する功労者に対してブラジル政府より授与される
受賞者：松澤正二

### ファッションリーダー
デュモンはファッションのセンスにも優れ、トレードマークである襟の高いハイカラーシャツを着ていた。また、フランスの宝石商カルティエの腕時計『サントス』は、デュモンの依頼によって作られたパイロット用腕時計を原型としている。ブラジルではデュモンを飛行機や腕時計の発明者と信じる人が多いが、腕時計の発明は事実である。

### その他
1942年から1967年にかけて発行された10,000クルゼイロ紙幣の表面に、デュモンの肖像が採用された。この紙幣はデノミネーションによる通貨単位改定後も、10新クルゼイロ紙幣としてしばらくの間使用された。